# Pieter van Musschenbroek

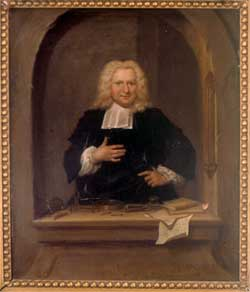
Pieter van Musschenbroek.

Pieter (eller Petrus) van Musschenbroek, född den 14 mars 1692 i Leiden, död där den 19 september 1761, var en nederländsk fysiker.
van Musschenbroek fick efter hand flera lärostolar i olika ämnen (filosofi, matematik, medicin, astronomi) vid nederländska högskolor (sedan 1740 i sin födelsestad Leiden). Hans största betydelse ligger i hans experiment angående den statiska elektriciteten (Leidenflaskan), den magnetiska kraften, kapillärkraften och luftens egenskaper. Märklig är hans användning av den grafiska framställningen av observationer.
van Musschenbroek var ledamot av (svenska) Kungliga Vetenskapsakademien. Av hans skrifter kan nämnas Introductio ad philosophiam naturalem (postumt utgiven 1762), den fullständigaste sammanfattningen av de resultat, som vid den tiden vunnits på de fysikaliska vetenskapernas område.

## Eftermäle
Asteroiden 12491 Musschenbroek är uppkallad efter honom.